# Bar (Corrèze)
Pour les articles homonymes, voir Bar.
Bar (Bar en occitan) est une commune française située dans le département de la Corrèze en région Nouvelle-Aquitaine. Ses habitants sont appelés les Barois et les Baroises.

## Géographie

### Communes limitrophes
Les communes limitrophes sont  Corrèze, Gimel-les-Cascades, Les Angles-sur-Corrèze, Naves, Orliac-de-Bar, Saint-Salvadour et Seilhac.

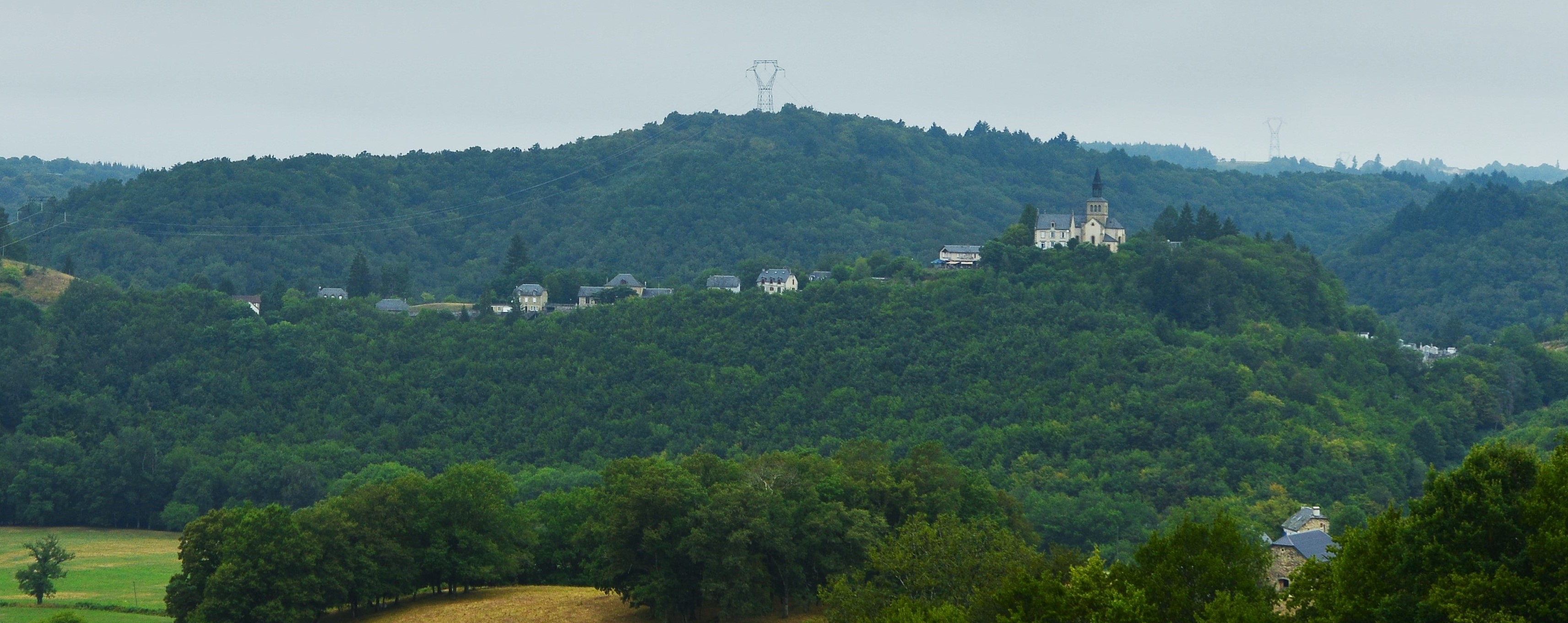

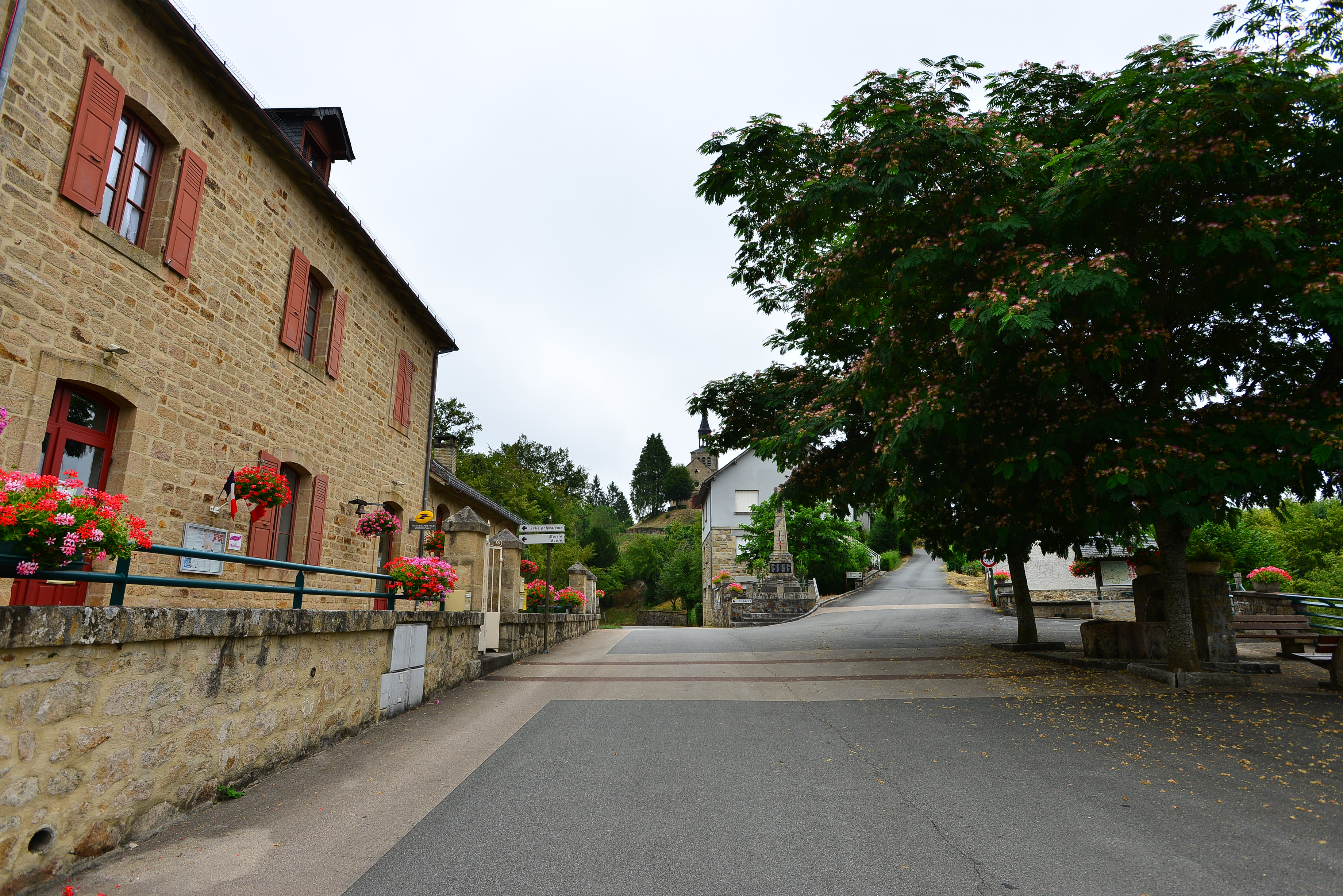

Commune arrosée par la Corrèze et limitée au sud-ouest par son affluent, la Vimbelle. La Menaude baigne également le territoire communal.

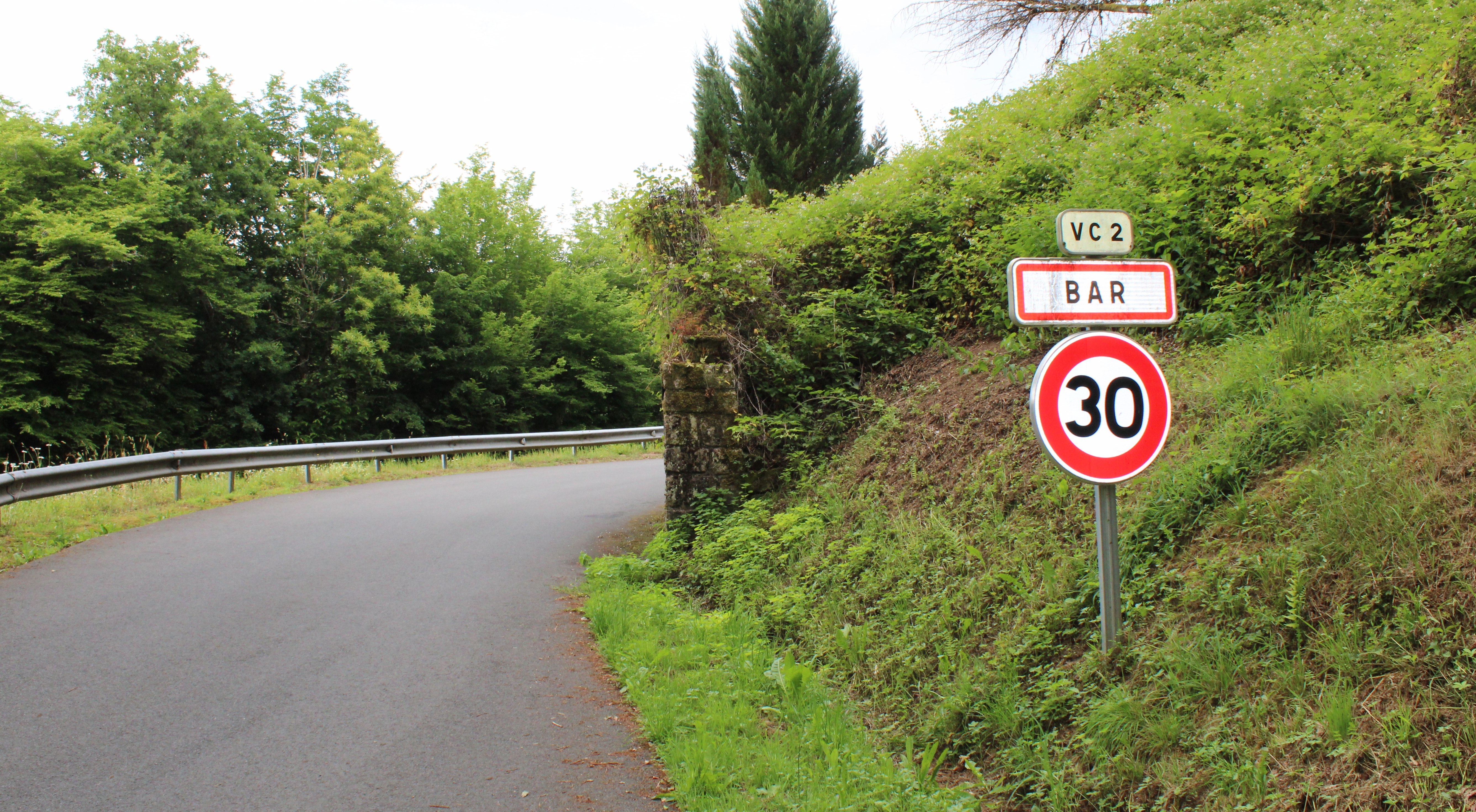
Entrée du village.

### Climat
Pour des articles plus généraux, voir Climat de la Nouvelle-Aquitaine et Climat de la Corrèze.
Historiquement, la commune est exposée à un climat montagnard.  
En 2020, Météo-France publie une typologie des climats de la France métropolitaine dans laquelle la commune est exposée à un climat de montagne et est dans la région climatique  Ouest et nord-ouest du Massif Central, caractérisée par une pluviométrie annuelle de 900 à 1 500 mm, maximale en automne et en hiver.
Pour la période 1971-2000, la température annuelle moyenne est de 11,8 °C, avec  une amplitude thermique annuelle de 15,4 °C. Le cumul annuel moyen de précipitations est de 1 174 mm, avec 12,8 jours de précipitations en janvier et 7,8 jours en juillet. Pour la période 1991-2020, la température moyenne annuelle observée sur la station météorologique la plus proche, située sur la commune de Tulle à 10 km à vol d'oiseau, est de 12,1 °C et le cumul annuel moyen de précipitations est de 1 236,1 mm,. Pour l'avenir, les paramètres climatiques de la commune estimés pour 2050 selon différents scénarios d’émission de gaz à effet de serre sont consultables sur un site dédié publié par Météo-France en novembre 2022.

## Urbanisme

### Typologie
Au 1er janvier 2024, Bar est catégorisée commune rurale à habitat très dispersé, selon la nouvelle grille communale de densité à 7 niveaux définie par l'Insee en 2022.
Elle est située hors unité urbaine. Par ailleurs la commune fait partie de l'aire d'attraction de Tulle, dont elle est une commune de la couronne,. Cette aire, qui regroupe 43 communes, est catégorisée dans les aires de moins de 50 000 habitants,.

### Occupation des sols
L'occupation des sols de la commune, telle qu'elle ressort de la base de données européenne d’occupation biophysique des sols Corine Land Cover (CLC), est marquée par l'importance des forêts et milieux semi-naturels (63,5 % en 2018), une proportion sensiblement équivalente à celle de 1990 (64 %). La répartition détaillée en 2018 est la suivante : 
forêts (63,5 %), prairies (24,1 %), zones agricoles hétérogènes (12,4 %).
L'évolution de l’occupation des sols de la commune et de ses infrastructures peut être observée sur les différentes représentations cartographiques du territoire : la carte de Cassini (XVIIIe siècle), la carte d'état-major (1820-1866) et les cartes ou photos aériennes de l'IGN pour la période actuelle (1950 à aujourd'hui).

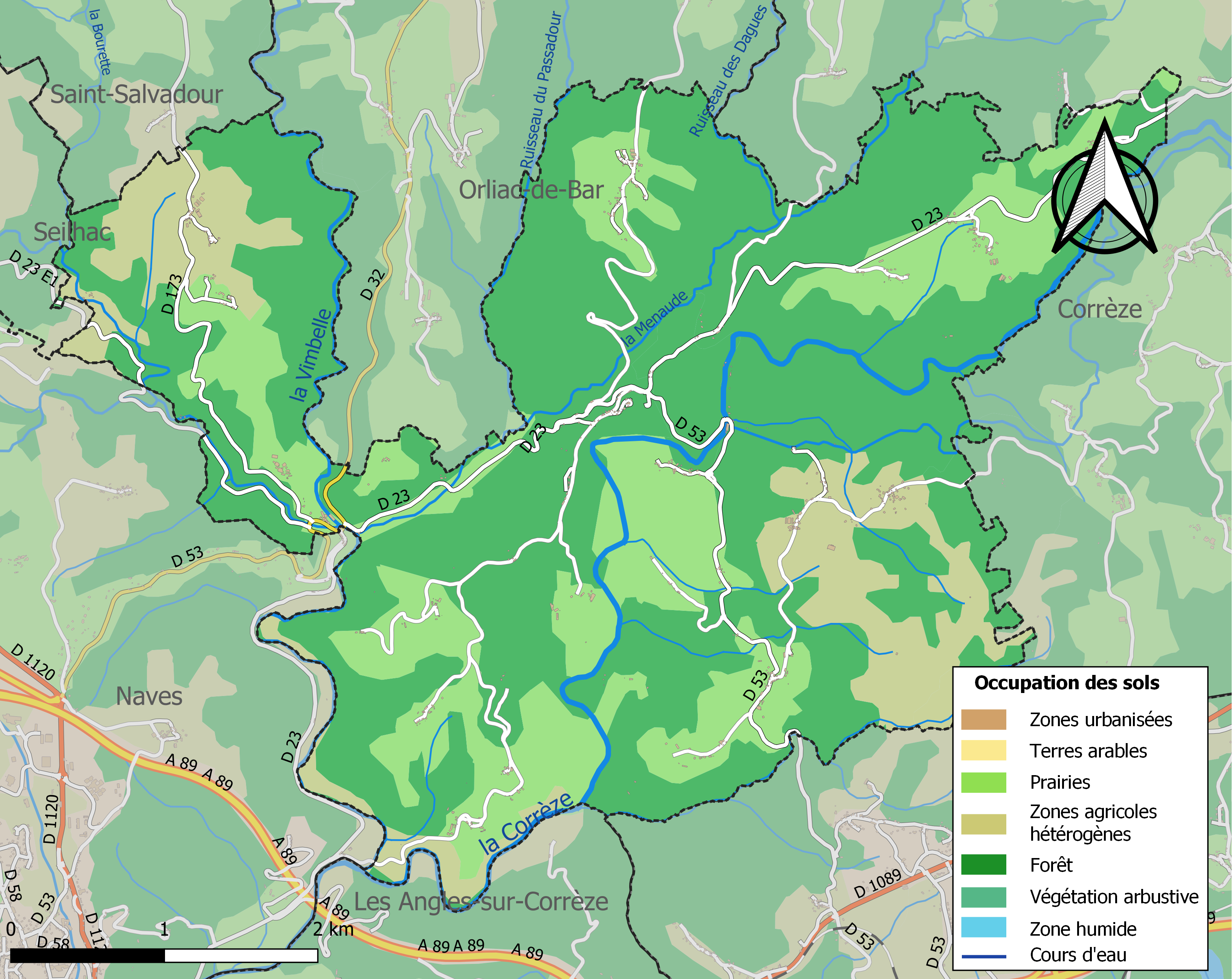
Carte des infrastructures et de l'occupation des sols de la commune en 2018 (CLC).

### Risques majeurs
Le territoire de la commune de Bar est vulnérable à différents aléas naturels : météorologiques (tempête, orage, neige, grand froid, canicule ou sécheresse), inondations, feux de forêts, mouvements de terrains et séisme (sismicité très faible). Il est également exposé à un risque technologique,  le transport de matières dangereuses, et à deux risques particuliers : le risque minier et le risque de radon. Un site publié par le BRGM permet d'évaluer simplement et rapidement les risques d'un bien localisé soit par son adresse soit par le numéro de sa parcelle.

#### Risques naturels
Certaines parties du territoire communal sont susceptibles d’être affectées par le risque d’inondation par débordement de cours d'eau, notamment la Corrèze et la Vimbelle. La commune a été reconnue en état de catastrophe naturelle au titre des dommages causés par les inondations et coulées de boue survenues en 1982, 1983, 1999 et 2001,. Le risque inondation est pris en compte dans l'aménagement du territoire de la commune par le biais du plan de prévention des risques (PPR) inondation « Corrèze amont », approuvé le 9 octobre 2006. 

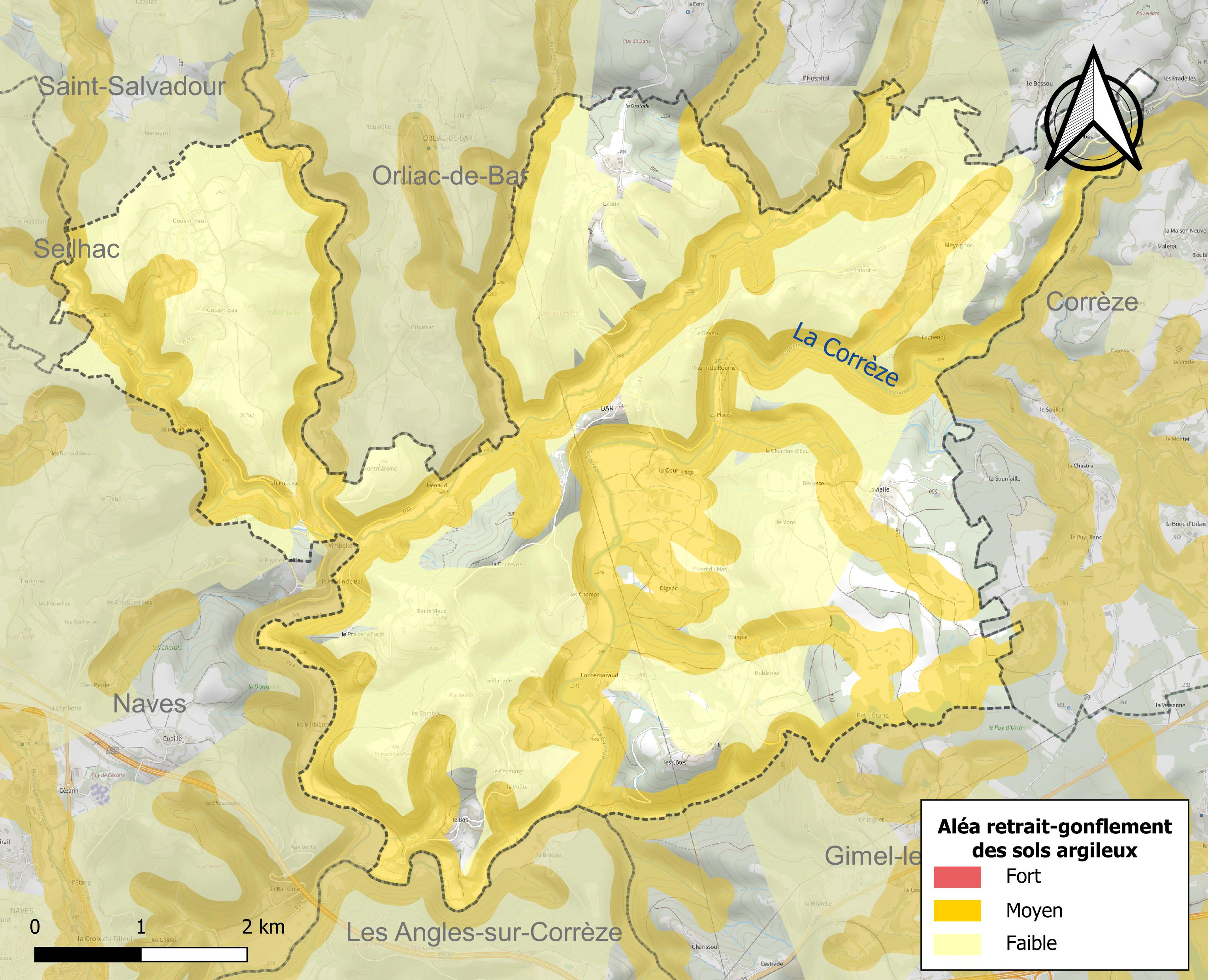
Carte des zones d'aléa retrait-gonflement des sols argileux de Bar.

La commune est vulnérable au risque de mouvements de terrains constitué principalement du retrait-gonflement des sols argileux. Cet aléa est susceptible d'engendrer des dommages importants aux bâtiments en cas d’alternance de périodes de sécheresse et de pluie. 44,6 % de la superficie communale est en aléa moyen ou fort (26,8 % au niveau départemental et 48,5 % au niveau national). Sur les 213 bâtiments dénombrés sur la commune en 2019,  57 sont en aléa moyen ou fort, soit 27 %, à comparer aux 36 % au niveau départemental et 54 % au niveau national. Une cartographie de l'exposition du territoire national au retrait gonflement des sols argileux est disponible sur le site du BRGM,.
Concernant les feux de forêt, aucun plan de prévention des risques incendie de forêt (PPRIF) n’a été établi en Corrèze, néanmoins le code de l’urbanisme impose la prise en compte des risques dans les documents d’urbanisme. Le périmètre des servitudes d'utilité publique et des zones d'obligation légale de débroussaillement pour les particuliers est quant à lui défini pour la commune dans une carte dédiée. 
Concernant les mouvements de terrains, la commune a été reconnue en état de catastrophe naturelle au titre des dommages causés par des mouvements de terrain en 1999.

#### Risques technologiques
Le risque de transport de matières dangereuses sur la commune est lié à sa traversée par une canalisation de transport d'hydrocarbures. Un accident se produisant sur une telle infrastructure est susceptible d’avoir des effets graves sur les biens, les personnes ou l'environnement, selon la nature du matériau transporté. Des dispositions d’urbanisme peuvent être préconisées en conséquence.

#### Risques particuliers
La commune est  concernée par le risque minier, principalement lié à l’évolution des cavités souterraines laissées à l’abandon et sans entretien après l’exploitation de mines. 
Dans plusieurs parties du territoire national, le radon, accumulé dans certains logements ou autres locaux, peut constituer une source significative d’exposition de la population aux rayonnements ionisants. Certaines communes du département sont concernées par le risque radon à un niveau plus ou moins élevé. Selon la classification de 2018, la commune de Bar est classée en zone 3, à savoir zone à potentiel radon significatif. 

## Histoire
La commune doit son nom à sa situation initiale sur une colline.

## Politique et administration

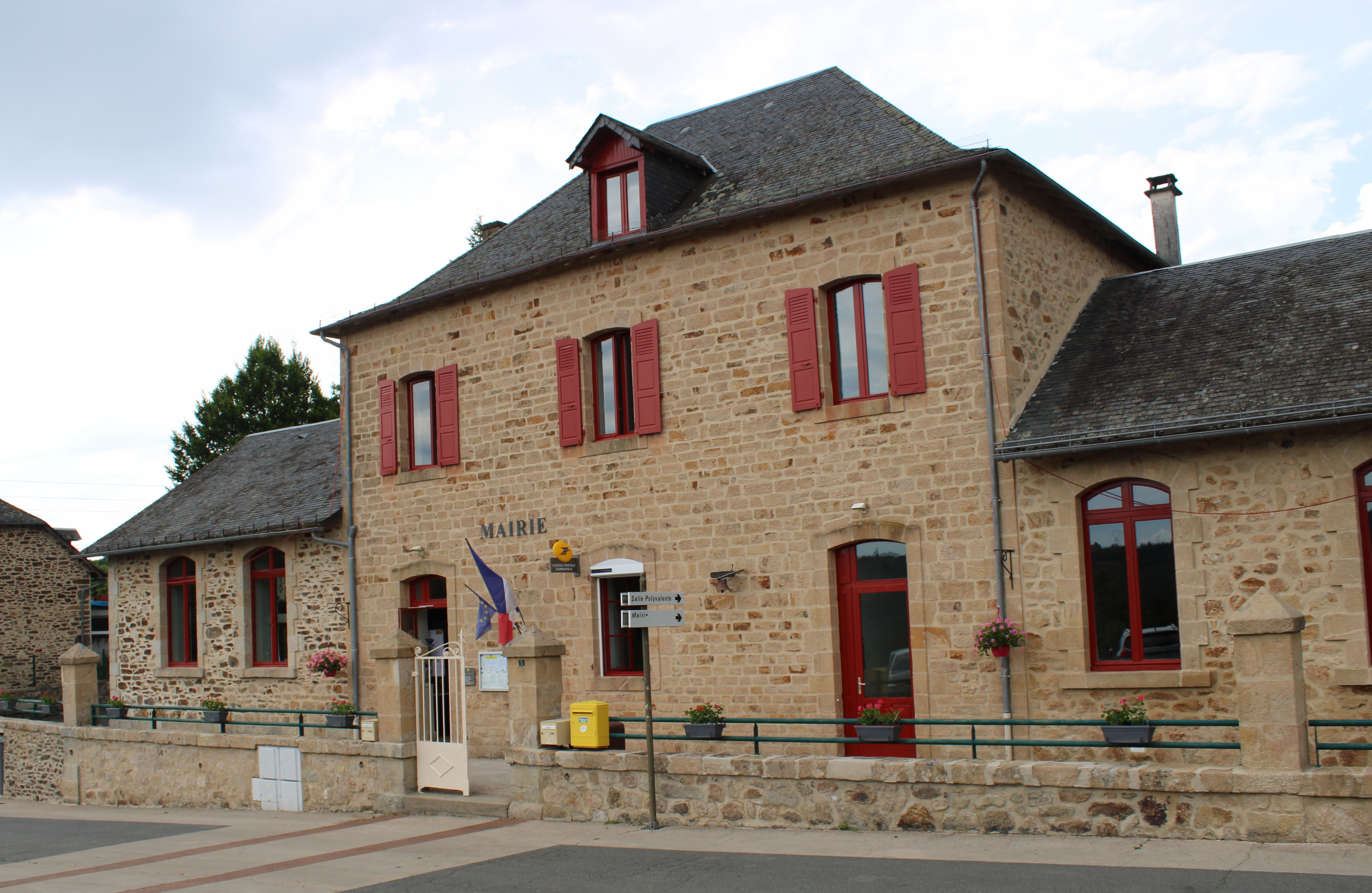
La mairie.

| Période          | Période    | Identité                                               | Étiquette | Qualité    |
| ---------------- | ---------- | ------------------------------------------------------ | --------- | ---------- |
| Avant 18/06/1816 | 25/08/1834 | Jean Pierre Mercure MAS                                |           | Notaire    |
| mars 1983        | 2008       | Pierre Chèze                                           | PCF       |            |
| mars 2008        | 2014       | Daniel Geneste                                         |           |            |
| mars 2014        | En cours   | Jean-Jacques Bossoutrot Réélu pour le mandat 2020-2026 | DVD       | Commerçant |

## Démographie
| 1793  | 1800  | 1806  | 1821  | 1831  | 1836  | 1841  | 1846  | 1851  |
| ----- | ----- | ----- | ----- | ----- | ----- | ----- | ----- | ----- |
| 1 346 | 1 050 | 1 044 | 1 128 | 1 228 | 1 208 | 1 170 | 1 088 | 1 073 |

| 1856  | 1861  | 1866  | 1872  | 1876 | 1881  | 1886  | 1891  | 1896  |
| ----- | ----- | ----- | ----- | ---- | ----- | ----- | ----- | ----- |
| 1 091 | 1 005 | 1 023 | 1 020 | 985  | 1 000 | 1 020 | 1 066 | 1 044 |

| 1901  | 1906  | 1911 | 1921 | 1926 | 1931 | 1936 | 1946 | 1954 |
| ----- | ----- | ---- | ---- | ---- | ---- | ---- | ---- | ---- |
| 1 059 | 1 015 | 981  | 896  | 797  | 742  | 692  | 570  | 543  |

| 1962 | 1968 | 1975 | 1982 | 1990 | 1999 | 2006 | 2008 | 2013 |
| ---- | ---- | ---- | ---- | ---- | ---- | ---- | ---- | ---- |
| 443  | 397  | 330  | 282  | 317  | 315  | 321  | 323  | 313  |

| 2018 | 2022 | - | - | - | - | - | - | - |
| ---- | ---- | - | - | - | - | - | - | - |
| 304  | 307  | - | - | - | - | - | - | - |

## Lieux et monuments

### Galerie

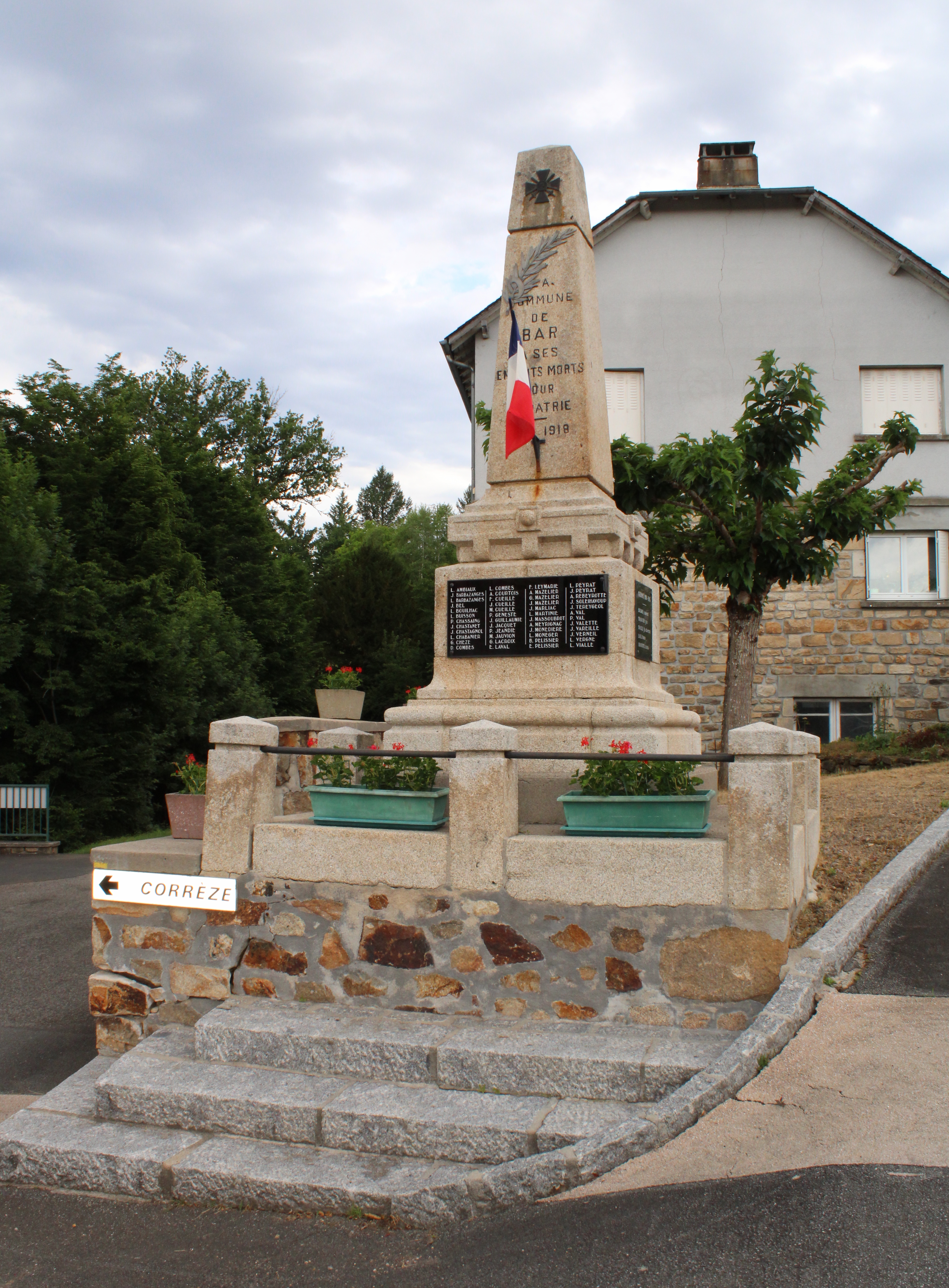
Le monument aux morts.
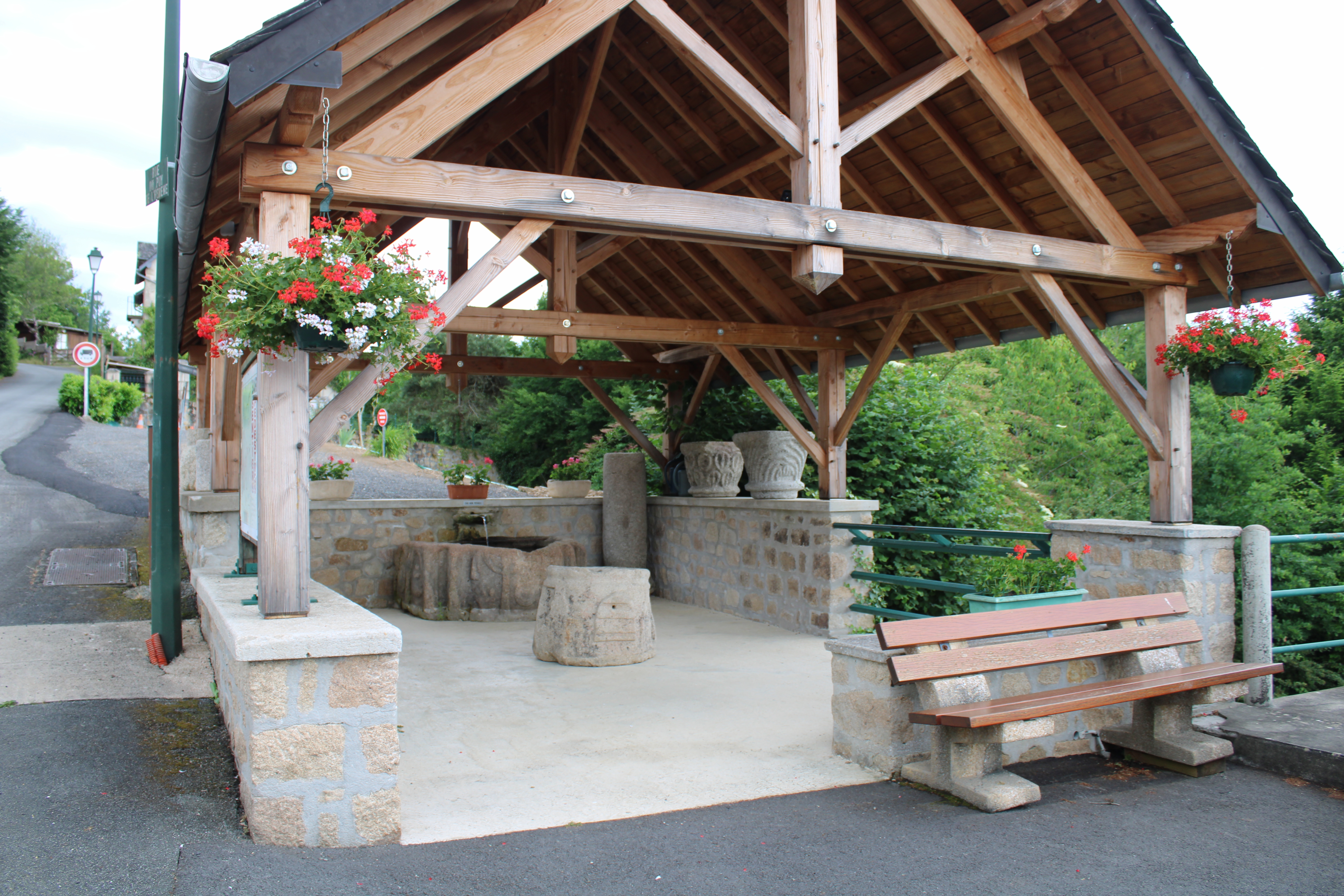
Ancien lavoir recyclé en mini-musée.
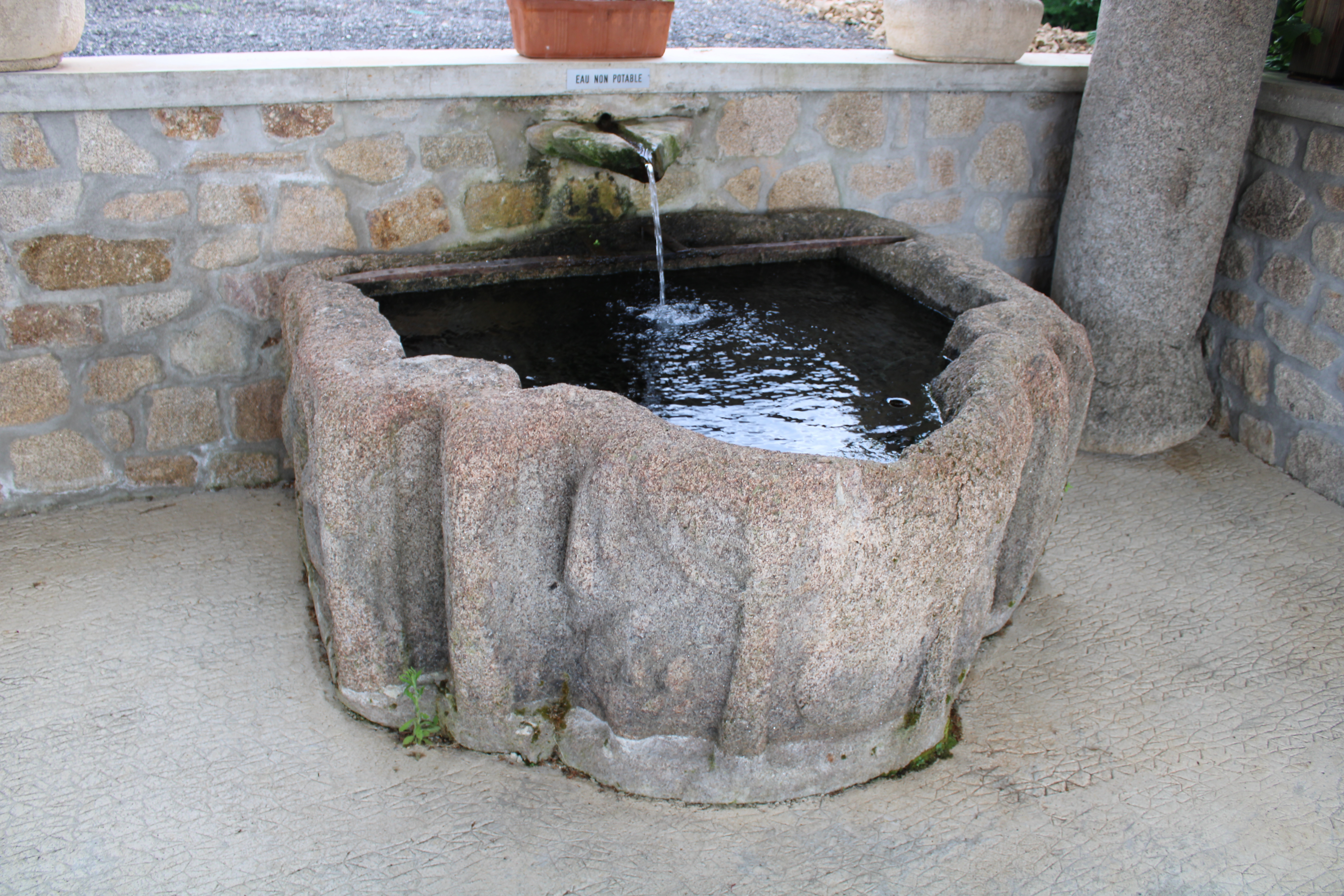
La fontaine.
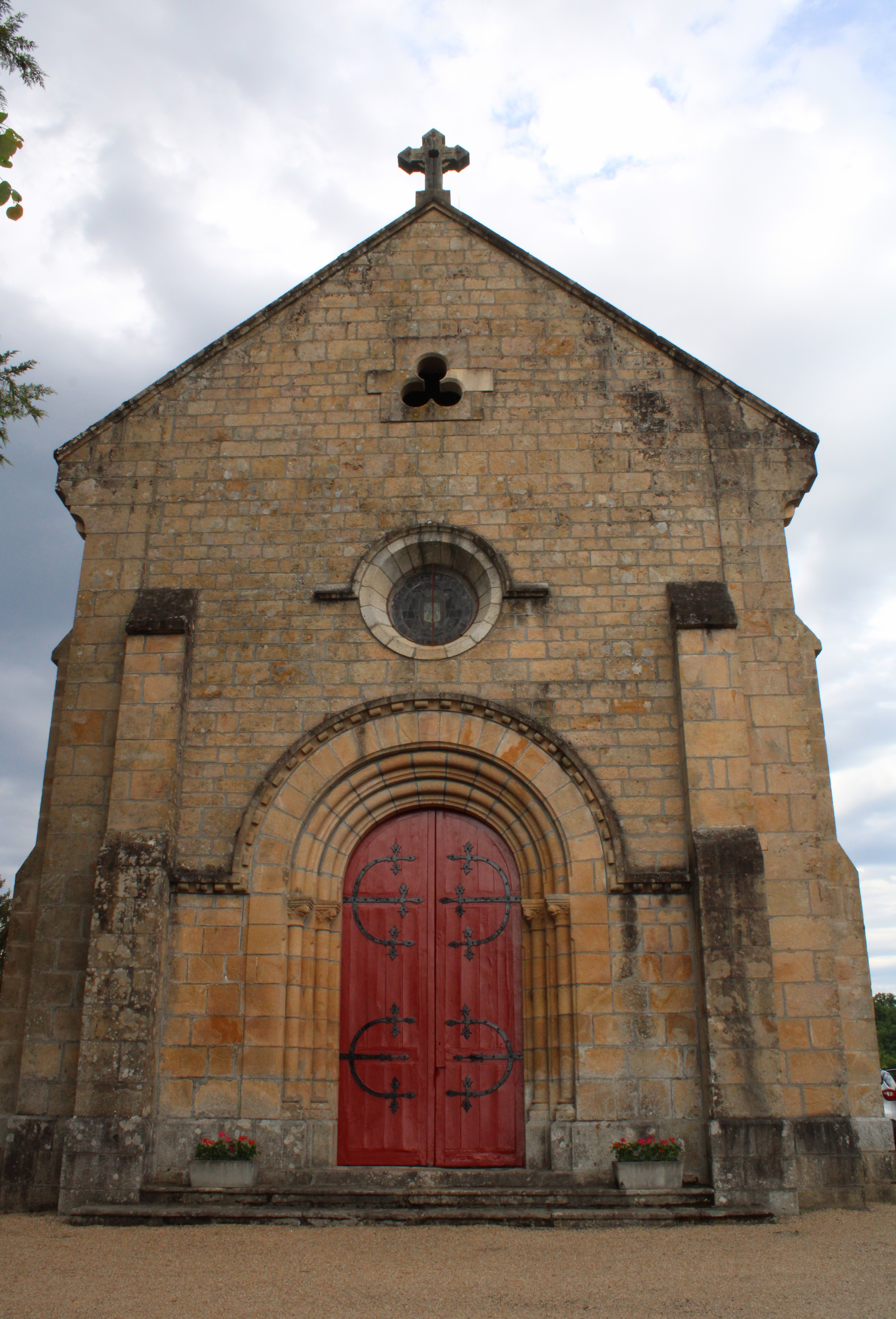
L'église Saint-Jean-Baptiste.
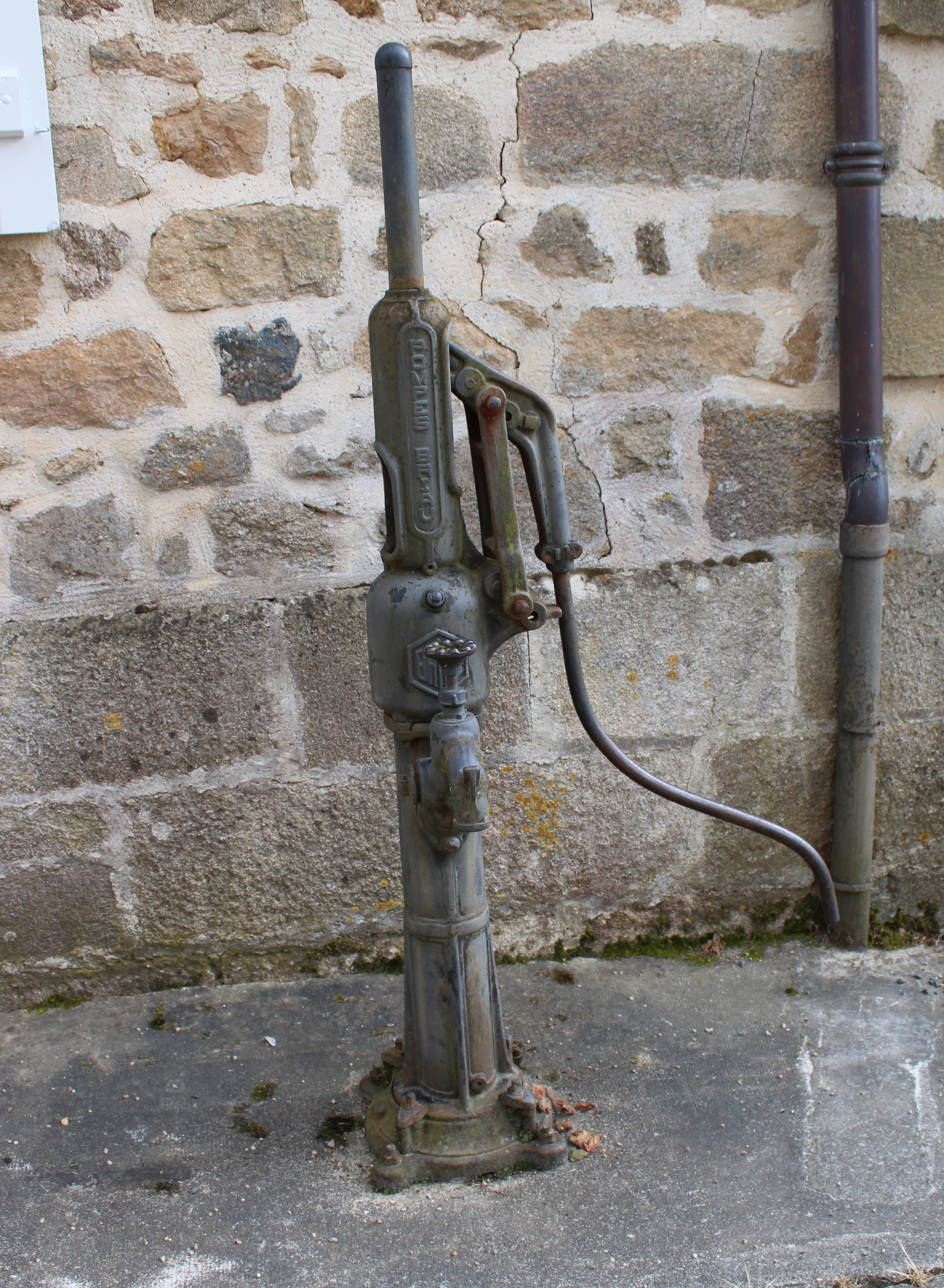
Ancienne pompe en fonte.

- Église du Sacré-Cœur de Bar.
- Église Saint-Jean-Baptiste de Bar.

### La centrale hydroélectrique
La centrale hydroélectrique de Bar a été construite après la Première Guerre mondiale par jusqu'à 1 000 employés dont un grand nombre de prisonniers de guerre. Le but de ses quatre turbines était de fournir en énergie électrique la manufacture d'armes de Tulle ainsi que de petites industries locales. La rivière Corrèze était alors flottable à bûches perdues depuis Bar jusqu'à son embouchure sur la Vézère à 60 kilomètres de là, juste à l'ouest de Brive-la-Gaillarde. La centrale a été mise en service en 1921 et automatisée en 2014, passant alors de dix à trois employés.
Située à 270 mètres d'altitude environ, la centrale hydroélectrique exploite une conduite forcée d'eau, alimentée par un réservoir de petite taille dénommé la "chambre d'eau" sur les cartes topographiques et la signalétique locale. Ce réservoir est à l'altitude de 420 mètres environ. En amont cette eau est captée à l'altitude de 430 mètres environ par un détournement partiel de la rivière Corrèze en contrebas du bourg de Corrèze, à moins de 190 mètres en amont du pont neuf. Le bourg de Corrèze est situé au nord-est de Bar, à plus de 5 kilomètres à vol d'oiseau . L'eau est conduite de Corrèze à Bar par gravité dans un canal de dérivation qui suit les courbes de niveau avec une très faible pente, en longeant le flanc de la rive gauche de la rivière Corrèze.
Afin de raccourcir son trajet, ce canal comporte quatre ouvrages d'art remarquables. D'une part il franchit par deux fois des vallées. Un premier siphon, de 60 mètres de long environ, est dénommé par erreur "pont-canal" sur la cartographie de l'Institut Géographique National. Il franchit là le "Ruisseau noir", affluent de la Corrèze et il est accessible en contrebas d'une aire de pique-nique de la route D 26 à l'endroit où celle-ci quitte par une montée importante la vallée de la rivière Corrèze en direction de la Gare de Corrèze. Le canal de dérivation croise ensuite à la cote de 427 mètres d'altitude le chemin menant du hameau des Combes à la rivière Corrèze . Le second siphon, de plus de 85 mètres de long, est situé  au nord-est et en contrebas du hameau du Soulier. D'autre part, par deux fois encore, le canal franchit cette fois des collines. Au sud-est du hameau du Soulier, à 50 mètres du second siphon, le canal pénètre dans un premier tunnel de plus de 205 mètres de long. Un second tunnel, de près de 335 mètres de long, a été creusé au nord-ouest du hameau de Lavialle. Celui-ci débouche, à moins de 375 mètres environ à vol d'oiseau en amont de la "chambre d'eau", sur un petit aqueduc franchissant un cours d'eau, affluant de la Corrèze, qui prend sa source au sud-est, à 1 300 mètres de là et à près de 530 mètres d'altitude .
Les ouvrages d'art de la centrale hydroélectrique de Bar sont particulièrement exemplaires car ils forment une brillante alternative à un éventuel barrage de la rivière Corrèze qui aurait mesuré environ 150 mètres de haut et qui aurait impliqué un nouvel équilibre écologique dans une retenue d'eau s’étendant sur près de 5 kilomètres de long. Par contre, en l'absence de barrage-réservoir, la centrale électrique de Bar est parfois mise à l'arrêt en cas de sécheresse prolongée comme en septembre 2018.

## Héraldique
| Blason de Bar | Blason  | D'argent à trois fasces de gueules.              |
| Blason de Bar | Détails | Le statut officiel du blason reste à déterminer. |